# Képes földrajz
A Képes földrajz könyvsorozat kötetei a Móra Ferenc Könyvkiadó gondozásában jelentek meg 1967–1989 között. A sorozat ISSN 0324-6310 számmal van jelölve.
 A kötetek színes és fekete-fehér fotókat, illusztrációkat tartalmaznak. A kontinensekről készült könyvekben a földrészen lévő országok nemzeti zászlói is megtalálhatók. Földrajztudományi szempontból teljes mértékben kielégítő magyarázatokat, leírásokat találhatunk a kötetekben. Ideális kiegészítő olvasmány a tankönyvek mellé, illetve mindazoknak, akik érdeklődnek a kontinensek, országok földrajza, kultúrája, gazdasága iránt.

## A sorozat kötetei
Első kiadásuk szerint időrendben:
- Koroknay István: Ausztrália és Óceánia 1967, 1972, 1977, 1984
- Sebes Tibor: Afrika 1969, 1973, 1980, 1986
- Tüskés Tibor: Magyarország 1971, 1975, 1978, 1981, 1986
- Vécsey Zoltán: Dél-Amerika 1972, 1974, 1980
- Komornik Ferenc: Szovjetunió 1977, 1987
- Probáld Ferenc: Észak-Amerika 1979, 1984
- Balázs Dénes: Ázsia 1983, 1984
- Szabó József: Európa 1989